# Unión del rugby del Alta Valle del Rio Negro y Neuquén
La Unión del rugby del Alta Valle del Rio Negro y Neuquén o è l'organizzazione che governa il gioco del rugby nella zona nord della provincia di Neuquén e della zona orientale della Provincia di Río Negro in Argentina.

## Club Fondatori
- Cipolleti,
- Trébol R.C.
- Allen R.C.
- Roca R.C.
- Y.P.F.
- Cinco Saltos

## Membri al 2010
- Neuquén Rugby club (Neuquén)
- Patagonia Rugby Club (Neuquén)
- Marabunta Rugby Club (Cipolletti)
- Club Universitario del Comahue (Neuquén)
- Roca Rugby Club (General Roca)
- Ñandú Rugby Club (Chos Malal)
- Las Lajas rugby club (Las Lajas).
- Y.P.F. (Plaza Huincul)
- Los Patos (Centenario)
- Allen Rugby Club (Allen)
- Talca (Plottier)
- Conejos (Plottier)
- Rincón de los Sauces (Rincón de los Sauces)
- Catriel R. C., (Catriel)
- La Picasa (Cinco Saltos)
- Pehuenes (San Carlos de Bariloche)
- Banco Nación Rugby Club (Villa Regina)
- Independiente (Neuquén)

## Rappresentativa
L'Unione è rappresentata ne campionato interprovinciale da una selezione, che non ha mai vinto il torneo ne giunto alla finale. 
Nel 2010 ha partecipato al secondo livello del campionato ("Zona Ascesno") vincendo il proprio girone. Ha però perso i Play off promozione contro la selezione di Santa Fe, ultima classificata del suo girone della divisioen superiore.
Nel 2011 disputerà dunque ancora il secondo livello del campionato